# William Allain
William A. "Bill" Allain, född 14 februari 1928 i Washington, Mississippi, död 2 december 2013 i Jackson, Mississippi, var en amerikansk demokratisk politiker. Han var Mississippis guvernör 1984–1988.
Allain utexaminerades från University of Notre Dame och avlade sedan juristexamen vid University of Mississippi. Han inledde sedan sin karriär som advokat i Natchez. Som delstatens justitieminister 1980–1984 eftersträvade han en striktare maktfördelning mellan den lagstiftande och den verkställande makten i delstatens beslutsfattande organ.
Allain efterträdde 1984 William Winter som guvernör och efterträddes 1988 av Ray Mabus.